# Dendrobium pectinatum
Dendrobium pectinatum är en orkidéart som beskrevs av Achille Eugène Finet. Dendrobium pectinatum ingår i släktet Dendrobium, och familjen orkidéer.
Artens utbredningsområde är Nya Kaledonien. Inga underarter finns listade i Catalogue of Life.